# Ghent (Kentucky)
Ghent – miasto w Stanach Zjednoczonych, w stanie Kentucky, w hrabstwie Carroll.